# 金史紀事本末
《金史紀事本末》，清李有棠撰，52卷。光緒十九年（1893年）與《遼史紀事本末》40卷同時初刻，後經不斷修訂，引用書目達510種，事無巨細皆詳加考辨，考異以小字夾注正文之中，又崇尚轉述，故小字過半。
光緒二十九年（1903年）由江西學政吳士鑒上奏朝廷，稱「紀述淹賅，考定完密」，為「乙部中不朽之作」。《金史紀事本末》重視政治興衰，於社會經濟較少涉及。1980年中華書局有點校本出版。